# Mujeres in the Club
Mujeres in the Club (hiszp. Kobiety w klubie) − pierwszy singiel portorykańskiego zespołu reggaeton Wisin & Yandel. Utwór pochodzi z albumu La Revolución, wydanego 14 kwietnia 2009 roku przez UMG. Gościnnie występuje amerykański raper 50 Cent. Podczas nagrywania użyty został efekt auto-tune.

## Teledysk
Reżyserem teledysku do piosenki "Mujeres in the Club" był Jessy Terrero, który już wcześniej współpracował z zespołem Wisin & Yandel. Wydany został przez Universal Music Group 17 kwietnia 2009 roku w serwisie YouTube. Jego premiera odbyła się także 14 kwietnia 2009 roku na kanale MTV Tr3s. Gościnnie występuje w nim 50 Cent oraz Julissa Bermudez.

## Lista utworów
- "Mujeres in the Club" (featuring 50 Cent) − (4:02)